# Hecistopsilus sinuatus
Hecistopsilus sinuatus är en skalbaggsart som beskrevs av Hermann Julius Kolbe 1894. Hecistopsilus sinuatus ingår i släktet Hecistopsilus och familjen Melolonthidae. Inga underarter finns listade i Catalogue of Life.